# Frost 2
Frost 2, også kendt som Frost II, er en amerikansk computer-animeret musical eventyrfilm fra 2019, produceret af Walt Disney Animation Studios. Filmen er en efterfølger til biografsuccesen Frost fra 2013, hvor de originale instruktører Chris Buck og Jennifer Lee er tilbage, det samme er sangskriverne Kristen Anderson-Lopez og Robert Lopez, samt komponisten Christophe Beck. Manuskriptet er udarbejdet af Lee, baseret på en historie hun digtede i samarbejdede med Becke, Anderson-Lopez, Lopez og Marc E. Smith. Det oprindelige skuespillerhold vender tilbage både i den respektive danske og engelske udgave, med Kristine Yde Eriksen, Maria Lucia Rosenberg, Kenneth Christensen og Martin Brygmann tilbage på den danske rolleliste, hvor de akkompagneres af de nytilkomne rolleindehavere Tina Dickow og Ken Vedsegaard.
Filmen foregår tre år efter begivenhederne i den første film. Historien følger prinsesserne Elsa og Anna, skovmanden Kristoffer, snemanden Olaf, og rensdyret Sven som påbegynder en rejse ud af deres kongerige, for at undersøge oprindelsen af Elsas magiske evner, og for at undersøge en mystisk identitet som truer Arendal. 
Frost 2 havde verdenspremiere ved Dolby Theatre i Hollywood d. 7. november, 2019, og havde efterfølgende amerikansk biografpremiere 22. november. Samme dag blev det danske soundtrack udgivet, med sangene Ud I Ukendt Land, Alle Svar og Kom Nu Frem. I Danmark udgives filmen 25. december 2019. Filmen har fået en varm modtagelse af det amerikanske anmelderkorps, mens flere internationale medier har været mere kølige i deres respons til filmen. Filmen indtjente $350 millioner på verdensplan i sin åbningsweekend, hvilket er en rekord for en animationsfilm.

## Udvikling
Filmen blev officielt annonceret af Walt Disney Pictures i 2015. Mens den første film bygger frit på H.C. Andersen eventyret Snedroningen, er fortsættelsen en original historie. Den første trailer blev udgivet i februar 2019, mens en trailer til den danske version blev udgivet i november samme år. Det blev samtidig annonceret at den danske singer-songwriter Tina Dickow ville debutere som stemmeskuespiller i filmen.
Den amerikanske biografpremiere var 22. november 2019. I Danmark bliver filmen udgivet med danske stemmer d. 25. december 2019, mens forpremierer af filmen blev afviklet i løbet af december måned, flere steder i landet.

## Medvirkende
| Rolle            | Original stemme   | Dansk stemme         |
| ---------------- | ----------------- | -------------------- |
| Anna             | Kristen Bell      | Kristine Yde Eriksen |
| Elsa             | Idina Menzel      | Maria Lucia Heiberg  |
| Kristoffer       | Jonathan Groff    | Kenneth Christensen  |
| Olaf             | Josh Gad          | Martin Brygmann      |
| Dronning Iduna   | Evan Rachel Wood  | Tina Dickow          |
| Kong Agnarr      | Alfred Molina     | Henrik Prip          |
| Løjtnant Mattias | Sterling K. Brown | Ken Vedsegaard       |
| Yelana           | Martha Plimpton   | Trine Appel          |
| Solfrid          | Rachel Matthews   | Camilla Lau          |
| Reinar           | Jason Ritter      | Anton Hjejle         |

## Soundtrack
Alle sangene på soundtracket er krediteret til Kristen Andersen Lopez og Robert Lopez. Den amerikanske version blev udgivet 15. november 2019, mens den danske udgave fulgte ugen efter og blev udgivet 22. november 2019. Den danske deluxe-udgave af albummet indeholder sangene fra filmen, underlægningsmusikken af komponisten Christophe Beck, samt engelske cover-versioner af Panic! At The Disco, Weezer og Kacey Musgraves. Den norske sangerinde Aurora Aksnes leverer baggrundsvokaler på flere af albummets numre, mens det norske kvindekor Cantus også er inkluderet på filmens underlægningsmusik.
Trackliste
1. Alle Svar - Tina Dickow
2. Livet Går Sin Gang - Kristine Yde Eriksen, Maria Lucia Heiberg Rosenberg, Martin Brygmann, Kenneth M. Christensen og kor
3. Ud I Ukendt Land - Rosenberg, Aurora Agnes
4. Når Jeg Bliver Ældre - Brygmann
5. Rensdyr Er Bedre End Mennesker (forts.) - Christensen
6. Faret Vild - Christensen
7. Kom Nu Frem - Dickow, Rosenberg
8. Tag Ét Skridt Frem - Eriksen
9. Into The Unknown (Panic! At The Disco version) - Panic! At The Disco
10. All Is Found (Kacey Musgraves version) - Kacey Musgraves
11. Lost in the Woods (Weezer version) - Weezer

Den amerikanske deluxe-udgave indeholder fem outtakes af sange der ikke blev inkluderet i den endelige film, samt instrumentelle versioner af alle sangene uden vokal.

## Modtagelse
Filmen fik en lunken modtagelse af de amerikanske anmeldere, med en samlet MetaCritic vurdering på 65 ud af 100. Filmen satte rekord for en animatonsfilm, eftersom den indtjente 350 millioner amerikanske dollars på verdensplan i sin åbningsweekend, hvilket markerede det største for en animationsfilm nogensinde. 127 millioner af dem kom fra det amerikanske biografmarked, hvorved omsætningen overgik Harry Potter og Dødsregalierne - del 1 som den femte-største amerikanske åbningsweekend i november måned.